# Hussain Al Jassmi
Hussain Al Jassmi (arabă: حسين الجسمي) este un cântăreț de muzică arăbească originar din Emiratele Arabe Unite. Este cunoscut internațional prin hitul Boshret Kheir (arabă: بشرة خير), lansat pe 16 mai 2014. Boshret Kheir înseamnă "semn bun" și a fost lansată în preajma alegerilor prezidențiale din Egipt din 2014, cu scopul de a uni populația egipteană și a o mobiliza la vot. 
În 2008, Al Jassmi a primit premiul Murex d'Or la categoria "cel mai bun cântăreț arab".